# ライマン系列
ライマン系列（ライマンけいれつ）は、遷移の系列であり、電子の準位がn ≥ 2 から n = 1（nは電子のエネルギー準位を与える主量子数）へ落ちる時に、輝線を生じる。遷移は、ギリシア文字によって順番に名付けられた：n = 2→1は、ライマン-アルファ（Lyman α）と呼ばれ、3→1は、ライマン-ベータ（Lyman β）、4→1は、ライマン-ガンマ（Lyman γ）などとなる。シリーズは、その発見者（T・ライマン）の名をとって名づけられている。

## 歴史
ライマン系列の紫外線範囲の最初のスペクトル線は物理学者のセオドア・ライマンによって1906年に発見された。ライマンは電気的に励起した水素ガスの紫外スペクトルを研究していた。残りのスペクトル線も、1906年から1914年にかけてライマンによって発見された。
水素による放射のスペクトルは、非連続的である。水素輝線の最初の系列の実例は、図の120nmから始まっている：

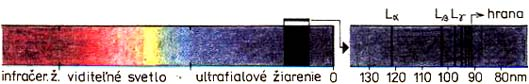
The Lyman Series

歴史的に、水素スペクトルの性質を説明することは物理学の重要な問題であった。バルマー公式が可視水素スペクトルに対して経験的な式を伝える1885年までは、誰も水素線の波長を予測することができなかった。その後5年以内に、ヨハネス・リュードベリは問題を解決した経験的な式に追いつき、最初は1888年に、そして1890年には最終的な形で示した。リュードベリは公式が既知のバルマー系列の輝線に一致することを見出し、さらに未だに発見されていなかった系列を予測した。異なる簡素な量子数でのリュードベリ公式の異なるバージョンが、異なる系列の線を生み出すとわかった。

## ライマン系列
リュードベリ方程式のライマン系列に対応するのは:
{\displaystyle {1 \over \lambda }=R\left({1 \over 1^{2}}-{1 \over n^{2}}\right)\qquad \left(R=1.0972\times 10^{7}{\mbox{m}}^{-1}\right)}
n は2以上の自然数である。 (i.e. n = 2,3,4,...). 
n=2 からn={\displaystyle \infty }に対応する波長のスペクトル線があるが、nがおおきくなって波長が短くなるとその間隔は狭くなっていく。
ライマン系列の波長は紫外域にある。:
| n               | 2        | 3     | 4    | 5    | 6    | 7    | 8    | 9    | 10   | 11   | {\displaystyle \infty } |
| Wavelength (nm) | 121.5023 | 102.5 | 97.2 | 94.9 | 93.7 | 93.0 | 92.6 | 92.3 | 92.1 | 91.9 | 91.15                   |

## 説明と起源
1913年にニールス・ボーアは原子のボーアモデルを提案し、リュードベリの式に従う水素のスペクトルが生じる理由を説明した。水素原子の電子のは量子化されたエネルギーは次式で示され:
{\displaystyle E_{n}=-{{me^{4}} \over {2\left(4\pi \varepsilon _{0}\hbar \right)^{2}}}{1 \over n^{2}}=-{13.6 \over n^{2}}[{\mbox{eV}}]}
ボーアの仮定によれば、エネルギーレベル(Ei)から基底エネルギーレベル(Ef)に遷移するときに放射される波長は:
{\displaystyle \lambda ={{hc} \over {E_{i}-E_{f}}}}
波長の単位をオングストロームにし、エネルギーの単位をeVにすると:
{\displaystyle \lambda ={12430 \over {E_{i}-E_{f}}}}
レベルnにあった電子がレベルmに遷移した時のエネルギーは:
{\displaystyle {1 \over \lambda }={{E_{i}-E_{f}} \over 12430}=\left({12430 \over 13.6}\right)^{-1}\left({1 \over m^{2}}-{1 \over n^{2}}\right)=R\left({1 \over m^{2}}-{1 \over n^{2}}\right)}
ここでRはリュードベリ定数で、リュードベリの式が導かれる
mを1にした時の式がライマン系列の式である:
{\displaystyle {1 \over \lambda }=R\left({1 \over 1^{2}}-{1 \over n^{2}}\right)}